# Don't You (Forget About Me)
Singles de Simple Minds
Up on the Catwalk
(1984) Alive and Kicking
(1985)
Pistes de The Breakfast Club (bande originale)
Waiting d'Elizabeth Daily
Don't You (Forget About Me) est une chanson de 1985 interprétée par le groupe britannique Simple Minds et le titre principal du film de John Hughes, The Breakfast Club. Coécrite par Keith Forsey et Steve Schiff, guitariste et auteur-compositeur du Nina Hagen Band, elle s'est classée 1re au Billboard Hot 100 américain en mai 1985. 
Elle est intégrée à l'album Once Upon a Time depuis 2025. 

## Histoire
Créée spécialement pour le film The Breakfast Club par Keith Forsey et Steve Schiff, la chanson est proposée à Bryan Ferry mais celui-ci refuse de l'enregistrer. Keith Forsey se tourne alors vers le groupe Simple Minds qui, dans un premier temps, décline également la proposition. Toutefois, le groupe finit par changer d'avis et accepte de l'interpréter.  
Le 13 juillet 1985, la chanson est interprétée par le groupe lors du Live Aid au JFK Stadium de Philadelphie.  

## Utilisations à l'écran
La chanson figure dans les films suivants :
- The Breakfast Club en 1985,
- American Pie en 1999 (bal de fin d'année),
- Sex Academy en 2001,
- Easy Girl en 2010,
- Pitch Perfect en 2012 (reprise a cappella)[3],
- Bumblebee en 2018.

On la retrouve également dans les séries télévisées suivantes :
- Les frères Scott, saison 6, épisode 12[4],
- The Handmaid's Tale: La Servante écarlate, Saison 1, épisode 2 (scène finale puis générique)[5],
- Community, saison 1, épisode pilote (scène finale),
- 12 Monkeys dans des épisodes de la fin de la série,
- Marvel's Agents of S.H.I.E.L.D. saison 7, épisode 7 (reprise),
- Futurama, saison 3, à la fin de l'épisode 4 (Le trèfle à sept feuilles),
- A Million Little Things, saison 1, épisode 2 Le rôle du père (début de l'épisode, reprise de Gabriel Mann)[6],
- One of Us Is Lying, saison 1, épisode 6, lors du bal et le générique de fin,
- Riverdale, saison 6, épisode 5, à la 3e minute,
- Scream Queens, saison 1, épisode 13 Les Dernières (The Final Girl(s)).

## Classements hebdomadaires
| Classement (1985/1986)                    | Meilleure position |
| ----------------------------------------- | ------------------ |
| Afrique du Sud (Springbok Radio)          | 7                  |
| Allemagne (GfK Entertainment)             | 4                  |
| Australie (Kent Music Report)             | 6                  |
| Autriche (Ö3 Austria Top 40)              | 5                  |
| Belgique (Flandre Ultratop 50 Singles)    | 2                  |
| Canada (RPM 100 Singles)                  | 1                  |
| États-Unis (Billboard Hot 100),           | 1                  |
| États-Unis (Mainstream Rock Tracks chart) | 1                  |
| France (SNEP)                             | 24                 |
| Irlande (IRMA)                            | 3                  |
| Italie (FIMI)                             | 2                  |
| Nouvelle-Zélande (RMNZ)                   | 3                  |
| Pays-Bas (Nederlandse Top 40)             | 1                  |
| Pays-Bas (Single Top 100)                 | 2                  |
| Royaume-Uni (UK Singles Chart)            | 7                  |
| Suède (Sverigetopplistan)                 | 13                 |
| Suisse (Schweizer Hitparade)              | 8                  |

| Classement (1988)              | Meilleure position |
| ------------------------------ | ------------------ |
| Royaume-Uni (UK Singles Chart) | 100                |

| Classement (2003-2004) | Meilleure position |
| ---------------------- | ------------------ |
| Italie (FIMI)          | 16                 |

## Certifications
| Pays                  | Certification | Date       | Unités certifiées |
| --------------------- | ------------- | ---------- | ----------------- |
| Allemagne (BVMI)      | Or            | 2023       | 250 000           |
| Canada (Music Canada) | Platine       | 12/07/1985 | 100 000           |
| Danemark (IFPI)       | Or            | 31/01/2023 | 45 000            |
| Espagne (Promusicae)  | Platine       | 05/2024    | 60 000            |
| Italie (FIMI)         | Platine       | 2021       | 70 000            |
| Royaume-Uni (BPI)     | 3 × Platine   | 20/12/2024 | 1 800 000         |

## Reprises
La chanson a été reprise par divers artistes comme le groupe de dance Decoy en 2000 (classée 42e en Suède et 97e en Allemagne),, Billy Idol en 2001 sur son Greatest Hits, Atrocity en 2008, KT Tunstall en 2011, ou Molly Ringwald (qui joue dans le film The Breakfast Club) en 2013.
Victoria Justice l'interprète dans la sitcom Victorious en 2012 en compagnie d'Ariana Grande, Elizabeth Gillies et Leon Thomas III.